# GERT
Метод графічної оцінки й аналізу (англ. GERT, Graphical Evaluation and Review Technique) — альтернативний ймовірнісний метод мережевого планування, застосовується у випадках організації робіт, коли наступні роботи можуть починатися після завершення тільки деякого числа з попередніх, причому не всі роботи, представлені на мережевій моделі, повинні бути виконані для завершення проєкту. Використовується, в основному, для планування інноваційних проєктів.
Метод розроблений в США в 1966 році доктором Аланом Прітцкером з Університету Пердью та англ. WW Happ.
Основу застосування методу GERT становить використання альтернативних мереж, званих GERT-мережами. Вони дозволяють більш адекватно планувати складні процеси виробництва в тих випадках, коли важко або неможливо (з об'єктивних причин) однозначно визначити, які саме роботи і в якій послідовності повинні бути виконані для досягнення мети проєкту (тобто існує багатоваріантність реалізації проєкту). Розрахунок GERT-мереж, що моделюють реальні процеси, надзвичайно складний. Програмне забезпечення для обчислення мережевих моделей такого типу в даний час не поширене.

## GERT- мережі
GERT-мережа є окремим випадком мережі стохастичної структури. Системи GERT застосовуються для моделювання промислових комплексів, для дослідження ймовірносно-часових характеристик локальних мереж і мереж передачі даних. Перспективними напрямками застосування системи GERT в інформаційних системах є:
- Дослідження стохастичного поведінки послідовних і паралельних програм;
- Моделювання протоколів канального, мережевого і транспортного рівнів;
- Обчислення ймовірносно-часових характеристик комутаторів і маршрутизаторів;
- Дослідження ймовірносно-часових характеристик алгоритмів захисту інформації.

### Мінуси
Складність отримання закону розподілу вихідної величини і відносно мала розмірність використовуваних моделей.
Процес функціонування системи можна розглядати через послідовні переходи з одного стану в інший С1, С2, … (число станів скінченно або нескінченно). Кожному з них приписана певна ймовірність рк; ймовірності послідовності проходження станів визначається за правилом множення.

{\displaystyle P\{(C_{i0},C_{i1},...,C_{in})\}=p_{i0}p_{i1}...p_{in}}

Кожній парі (Cj, Ck) відповідає умовна ймовірність Pjk; якщо стан Cj досягнуто на деякому кроці, то ймовірність переходу в стан Ск на наступному кроці дорівнює Pjk.

{\displaystyle P\{(C_{j0},C_{j1},...,C_{jn})\}=a_{j0}p_{j0}j1...p_{jn-2}jn-1p_{jn-1}jn}

Тут ак ймовірності попадання в стан Ск з початкового стану. Для GERT-мережі обов'язково вводиться початкова дуга, що виходить з вузла джерела s, і кінцева дуга, що входить у вузол рядків t. Тому ймовірності Aj0 = Pjn-1 jn = 1, а вираз приймає вигляд:

{\displaystyle P\{(C_{j0},C_{j1},...,C_{jn})\}=p_{j0}j1...p_{jn-2}jn-1p_{jn-2}jn-1}

Перехід системи зі стану в стан пов'язується з виконанням деякої операції, описуваної випадковою величиною з відомим законом розподілу. У GERT-моделях стану системи відповідають вузли графа, а вконуючими в системі операціями, дуги (гілки) графа. Випадкові величини, приписані дуг GERT-мережі, повинні мати властивість адитивності по дугах будь-якого шляху.
Основними кроками при використанні GERT-мережі є:
- Подання системи у вигляді стохастичной мережі G = (N,) з N GERT-вузлами і А дугами;
- Визначення умовної ймовірності і виробляючої функції моментів кожної дуги;
- Обчислення W-функції кожної дуги;
- Визначення топологічного рівняння Мейсона для розглянутої GERT-мережі

{\displaystyle 1-ST(L1)+...+(-1)^{n}ST(Ln)=0}, де ST-суми еквівалентних коефіцієнтів пропускання для всіх можливих петель r-го порядку.